# 鳥取県道・島根県道106号多里伯太線
鳥取県道・島根県道106号多里伯太線（とっとりけんどう・しまねけんどう106ごう たりはくたせん）は、鳥取県日野郡日南町から島根県安来市に至る一般県道である。

## 概要
鳥取県日野郡日南町萩原から島根県安来市伯太町赤屋に至る。

### 路線データ
- 起点：鳥取県日野郡日南町萩原（国道183号交点）
- 終点：島根県安来市伯太町赤屋（島根県道・鳥取県道9号安来伯太日南線交点、鳥取県道・島根県道104号西伯伯太線・鳥取県道・島根県道105号本山伯太線終点）

## 路線状況

### 重複区間
- 島根県道・鳥取県道9号安来伯太日南線（鳥取県日野郡日南町笠木 - 日野郡日南町茶屋）
- 島根県道・鳥取県道107号横田伯南線（鳥取県日野郡日南町茶屋 - 日野郡日南町福寿実）
- 鳥取県道48号阿毘縁菅沢線（鳥取県日野郡日南町折渡 - 日野郡日南町印賀）
- 鳥取県道・島根県道108号印賀奥出雲線（鳥取県日野郡日南町折渡 - 日野郡日南町印賀）
- 鳥取県道・島根県道105号本山伯太線（鳥取県日野郡日南町印賀 - 島根県安来市伯太町赤屋（終点））
- 鳥取県道・島根県道104号西伯伯太線（島根県安来市伯太町赤屋）

## 地理

### 通過する自治体
- 鳥取県
  - 日野郡日南町
- 島根県
  - 安来市

### 交差する道路
| 交差する道路 | 都道府県名 | 市町村名 | 市町村名 | 交差する場所 | 交差する場所 |
| --- | ---------- | -------- | -------- | ------------ | ------------ |
| 国道183号 | 鳥取県     | 日野郡   | 日南町   | 萩原         | 起点         |
| 島根県道・鳥取県道9号安来伯太日南線 重複区間起点                                                                                      | 鳥取県     | 日野郡   | 日南町   | 笠木         |              |
| 島根県道・鳥取県道9号安来伯太日南線 重複区間終点 島根県道・鳥取県道107号横田伯南線 重複区間起点                                       | 鳥取県     | 日野郡   | 日南町   | 茶屋         |              |
| 島根県道・鳥取県道107号横田伯南線 重複区間終点                                                                                        | 鳥取県     | 日野郡   | 日南町   | 福寿実       |              |
| 鳥取県道48号阿毘縁菅沢線 重複区間起点 鳥取県道・島根県道108号印賀奥出雲線 重複区間起点                                                | 鳥取県     | 日野郡   | 日南町   | 折渡         |              |
| 鳥取県道48号阿毘縁菅沢線 重複区間終点 鳥取県道・島根県道105号本山伯太線 重複区間起点 鳥取県道・島根県道108号印賀奥出雲線 重複区間終点 | 鳥取県     | 日野郡   | 日南町   | 印賀         |              |
| 鳥取県道・島根県道104号西伯伯太線 重複区間起点                                                                                        | 島根県     | 安来市   | 安来市   | 伯太町赤屋   |              |
| 島根県道・鳥取県道9号安来伯太日南線 鳥取県道・島根県道104号西伯伯太線 重複区間終点 鳥取県道・島根県道105号本山伯太線 重複区間終点     | 島根県     | 安来市   | 安来市   | 伯太町赤屋   | 終点         |

### 沿線
- 印賀郵便局
- 安来市立赤屋小学校
- 赤屋郵便局

### 峠
- 鳥取県
  - 永江峠（日野郡日南町 - 島根県安来市、鳥取県道・島根県道105号本山伯太線重複区間内）